# Pola Oloixarac

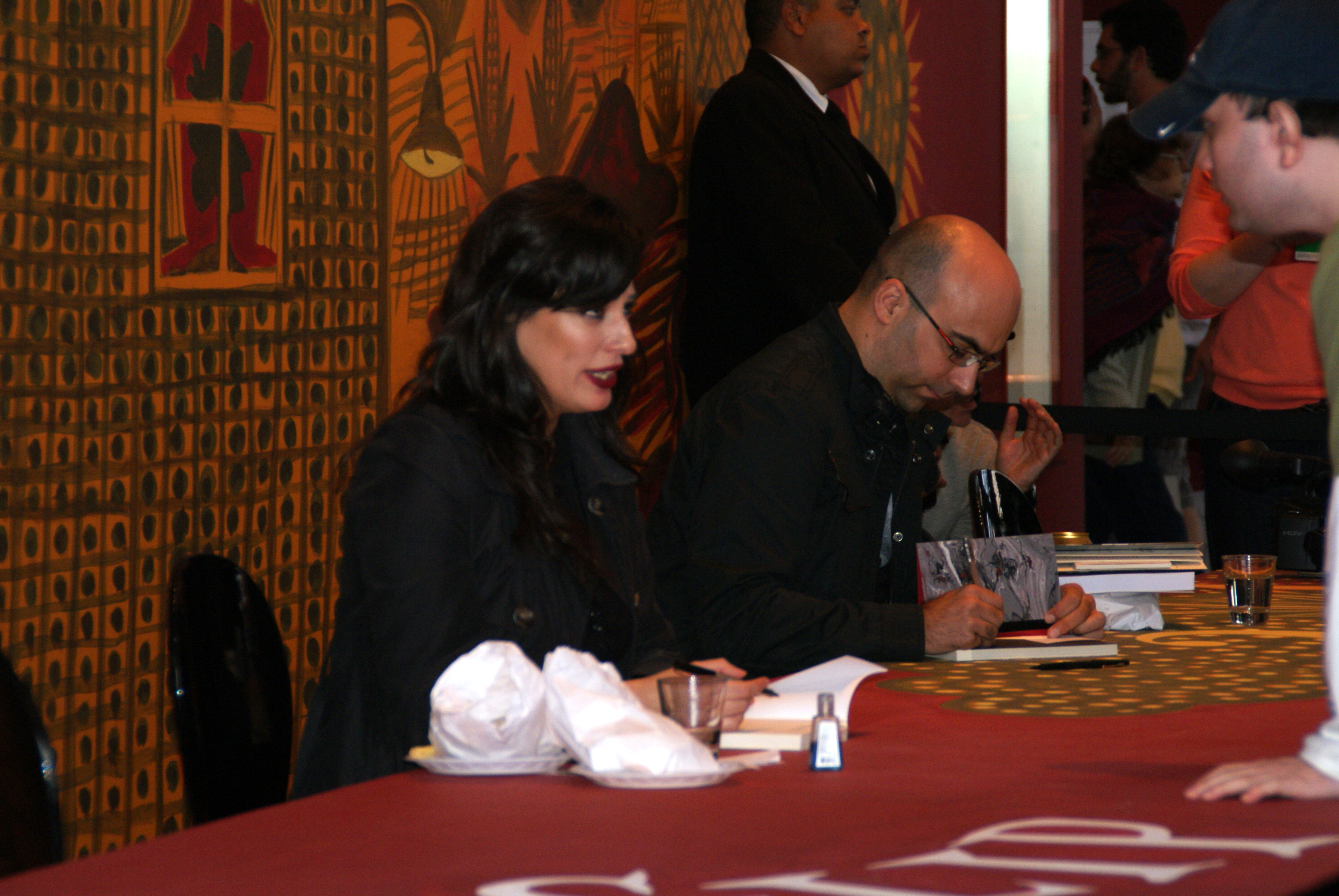
Pola Oloixarac mit Valter Hugo Mãe, 2011

Pola Oloixarac (* 13. September 1977 in Buenos Aires) ist eine argentinische Schriftstellerin, Journalistin und Übersetzerin.

## Leben
Pola Oloixarac studierte Philosophie an der Universidad de Buenos Aires (UBA). 2008 erschien ihr Debütroman Las teorías salvajes (Die wilden Theorien). Das Buch war in Argentinien ein großer Erfolg und sorgte für heftige mediale Kontroversen über Sexismus und die kulturelle Hegemonie der Linken an argentinischen Universitäten. Der Schriftsteller Ricardo Piglia bezeichnete Oloixarac in diesem Zusammenhang als „die große Entdeckung der neueren argentinischen Literatur“. Las teorías salvajes wurde in mehrere Sprachen übersetzt, unter anderem ins Französische, Italienische und Portugiesische. 2010 wurde sie auf die Liste Best of Young Spanish Novelists der Literaturzeitschrift Granta gewählt, im gleichen Jahr wurde sie ins International Writing Program der University of Iowa eingeladen.
2015 veröffentlichte Oloixarac ihren zweiten Roman Las constelaciones oscuras, der unter dem Titel Kryptozän ins Deutsche übersetzt wurde.
Sie schrieb das Libretto zur Oper Hércules en el Mato Grosso, die sich mit der Amazonasreise des französisch-brasilianischen Fotografen Hércules Florence und des deutschen Naturforschers Freiherr Georg Heinrich von Langsdorff auseinandersetzt. Die Oper wurde 2014 im Teatro Colón in Buenos Aires uraufgeführt.
Oloixarac ist Gründerin und Mitherausgeberin der zweisprachigen Internet-Zeitschrift The Buenos Aires Review, die lateinamerikanische Gegenwartsliteratur und Literaturkritik publiziert. Sie schreibt regelmäßig Artikel über die kulturelle und politische Situation Argentiniens für The New York Times, BBC, Rolling Stone, The Daily Telegraph, Clarín und Folha de S. Paulo.

## Werke
- Las teorías salvajes. Entropía, Buenos Aires 2008.
  - Wilde Theorien. Übersetzung Matthias Strobel. Wagenbach, Berlin 2021. ISBN 978-3-8031-3331-1.[7]
- Las constelaciones oscuras, Literatura Random House, Buenos Aires 2015.
  - Kryptozän. Übersetzung Timo Berger. Wagenbach, Berlin 2016. ISBN 978-3-8031-3280-2.[8]